# Trachoni (Bezirk Limassol)
Trachoni (griechisch Τραχώνι, türkisch Trahon) ist eine Gemeinde im Bezirk Limassol in der Republik Zypern. Bei der Volkszählung im Jahr 2021 hatte sie 4549 Einwohner.

## Name
Trachoni existierte im Mittelalter unter demselben Namen. Auf älteren Karten ist sie als Tracori gekennzeichnet.
Der Name stammt von dem altgriechischen Wort trachon, was rauer und steiniger Boden bedeutet, wie von Strabon erwähnt. Auf Zypern gibt es viele Orte namens Trachoni und Trachonas. Die türkisch-zypriotischen Einwohner nahmen jedoch 1958 den alternativen Namen Kaykale an, was Steinfestung bedeutet.

## Lage und Umgebung

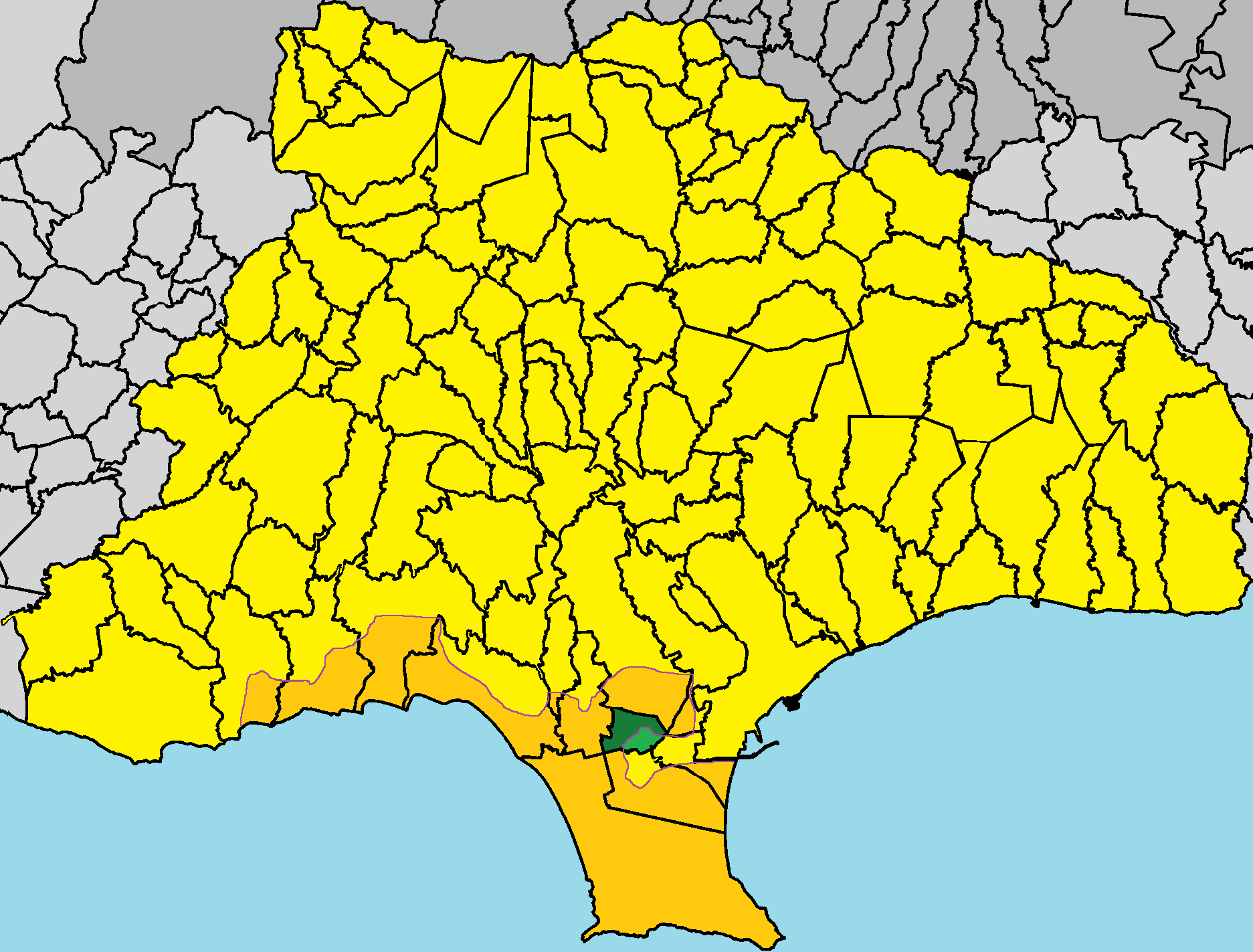
Lage im Bezirk Limassol

Trachoni liegt im Süden der Mittelmeerinsel Zypern auf einer Höhe von etwa 30 Metern, etwa 8 Kilometer südwestlich von Limassol. Das 4,60922 Quadratkilometer große Dorf grenzt im Osten an Tserkezi, im Süden an Amiandos, im Westen an Kolossi und im Norden an Ypsonas. Ein Großteil des Verwaltungsgebiets der Gemeinde gehört zum Territorium der britischen Militärbasis Akrotiri. Das Dorf kann über die Straße E602 erreicht werden.
Das Relief in der Umgebung ist eckig mit einer leichten Neigung von Nord nach Süd. Zitrusfrüchte, Oliven, Reben (Tafelwein und verschiedene Weinsorten), Gemüse, Getreide, Zierpflanzen, Obstbäume (hauptsächlich Feigen) und einige Robinien werden in der Gegend angebaut.

## Geschichte
In der Gegend von Trachoni, genauer gesagt auf dem Hügel von Vounaros im Westen des Dorfes, wurden antike Gegenstände gefunden, die beweisen, dass es eine prähistorische Siedlung aus der Jungsteinzeit oder Kupfersteinzeit gab.
Louis de Mas Latrie erwähnt das Dorf als Lehen des Templerordens im 13. Jahrhundert. Nach der Auflösung des Ordens kam Trachoni wie die anderen Dörfer des Ordens in den Besitz der Johanniter. Der Name des Dorfes zeigt, dass es älter ist als das fränkische Mittelalter, wahrscheinlich in byzantinischer Zeit gegründet.

### Bevölkerungsentwicklung
| Jahr      | 1881 | 1891 | 1901 | 1911 | 1921 | 1931 | 1946 | 1960 | 1976 | 1982 | 1992 | 2001 | 2011 | 2021 |
| Einwohner | 165  | 183  | 205  | 239  | 175  | 145  | 248  | 422  | 609  | 1766 | 3022 | 3294 | 3952 | 4549 |